# Alessandra Patelli
Alessandra Patelli (Conegliano, 17 de noviembre de 1991) es una deportista italiana que compite en remo.
Ganó tres medallas en el Campeonato Europeo de Remo entre los años 2012 y 2020.

## Palmarés internacional
| Campeonato Europeo | Campeonato Europeo    | Campeonato Europeo | Campeonato Europeo |
| Año                | Lugar                 | Medalla            | Prueba             |
| ------------------ | --------------------- | ------------------ | ------------------ |
| 2012               | Varese (Italia)       | Medalla de plata   | Ocho con timonel   |
| 2018               | Glasgow (Reino Unido) | Medalla de bronce  | Dos sin timonel    |
| 2020               | Poznań (Polonia)      | Medalla de plata   | Cuatro sin timonel |